# Николаев, Владислав Викторович
Владислав Викторович Николаев (род. 24 июня 1972, Орёл, СССР) — российский тележурналист.

## Биография
Владислав Викторович Николаев родился 24 июня 1972 года в Орле. Карьеру журналиста начал в 9 классе — писал статьи в газету «Орловский комсомолец».
В 1989 году поступил на факультет журналистики МГУ, на отделение телевидения. Учился у Георгия Кузнецова, Анны Качкаевой, Александра Юровского, Сергея Муратова. Первый опыт на телевидении получил в программах «НЛО: необъявленный визит» и «Панорама Подмосковья».
В 1990—1991 году стажировался в Главном управлении внешних сношений ЦТ, создавал репортажи для первого советского проекта «Rodina» на американском World Monitor Television. В 1992 году стажировался в РИА-ТВ. В 1993—1994 году сделал несколько фильмов в студии «Репортёр» под руководством Игоря Шестакова и Михаила Дегтяря.
В 1994 году окончил факультет журналистики МГУ и поступил в аспирантуру.
В 1994-95 годах работал консультантом по ТВ в пресс-службе губернатора Московской области Анатолия Тяжлова.
Осенью 1995 года вернулся на ВГТРК редактором региональных новостей проекта «Вести в 11». С 1997 года работал шеф-редактором отдела спецпроектов ДИП «Вести», который выпускал в эфир программы «Вести в 11», «Вести ПРО» (региональный выпуск «Вестей», выходил по субботам в 14 часов, ведущие Вадим Симоненко, Игорь Дерюгин, Сергей Синеок) и документальный сериал «Это Москва» (ведущие Игорь Шестаков, Андрей Сычёв).
С января 1998 года вместе с командой Игоря Шестакова участвовал в подготовке утреннего канала РТР «Доброе утро, Россия». После кризиса августа 1998 года команда Шестакова была вынуждена уйти с Российского телевидения и по приглашению Александра Олейникова занялась созданием утренней информационно-развлекательной программы «День за днём» на ТВ-6. Владислав Николаев работал шеф-редактором канала, руководил сначала утренним выпуском, а после создания дневного выпуска стал его шеф-редактором (ведущие Елена Турубара, Артур Крупенин, Татьяна Пушкина, Новые русские бабки, Анатолий Кузичев, Олеся Лосева и др.).
После разгрома ТВ-6 команда Шестакова перебралась на третий канал, где в течение года выпускала в эфир программу «Большое плавание» (Ведущие Анатолий Кузичев и Анастасия Чернобровина). Владислав Николаев работал шеф-редактором проекта.
Летом 2002 года команда Шестакова возвращается на ВГТРК, где создаёт с нуля утренний информационный канал «Доброе утро, Россия». Владислав Николаев работает шеф-редактором эфира, а с июня 2007 по июнь 2008 года — главным редактором канала. Был одним из создателей и непосредственным куратором проекта «Семь чудес России».
С осени 2008 по лето 2010 года Владислав Николаев работает продюсером на телеканале «Russia Today». За это время он спродюсировал и снял в качестве автора более 20 документальных фильмов.
С июня 2010 года Владислав Николаев — главный редактор телеканала «Страна», а впоследствии и телеканала «Сарафан».
С 2015 года остаётся главным редактором канала «Сарафан».
Член жюри ряда всероссийских и международных кинофестивалей.
Координатор проектов «Россия 10» (ВГТРК, РГО, 2013 год) и «Имя Победы» (ВГТРК, РВИО, 2014 год).